# بیش از یک احساس
«بیش از یک احساس» (به انگلیسی: More Than a Feeling) ترانه‌ای از گروه راک بوستون و تک‌آهنگ اصلی اولین آلبوم استودیویی آن‌ها با نام Smokin است. «بیش از یک احساس» در زمان انتشارش در سال ۱۹۷۶ در ایالات متحده تا ردهٔ ۵اُم بیلبورد هات ۱۰۰ صعود کرد و امروزه یکی از آثار مهم کلاسیک راک به‌شمار می‌آید.
در سال ۲۰۰۴ مجلهٔ رولینگ استون در رده‌بندی «۵۰۰ ترانهٔ برتر همهٔ دوران» جایگاه ۵۰۰اُم را به این ترانه اختصاص داد و در سال ۲۰۰۹ وی‌اچ‌وان در رده‌بندی «بهترین ترانه‌های هارد راک همهٔ زمان‌ها» «بیش از یک احساس» را در جایگاه ۳۹اُم قرار داد.
«بیش از یک احساس» تا به امروز بارها توسط دیگر گروه‌ها و هنرمندان موسیقی بازخوانی شده و به‌عنوان ساوندترَک تعداد زیادی فیلم، سریال تلویزیونی و بازی کامپیوتری استفاده شده‌است.

## جدول‌های موسیقی
| جدول (۱۹۷۶–۷۷)                       | بهترین جایگاه |
| ------------------------------------ | ------------- |
| استرالیا (گزارش موسیقی کنت)          | ۱۱            |
| ۳۰ تک‌آهنگ برتر وی‌آرتی بلژیک          | ۱۴            |
| تک‌آهنگ‌های برتر کانادا (آرپی‌ام)       | ۴             |
| هلند (۴۰ آهنگ برتر)                  | ۱۱            |
| آلمان (جدول‌های رسمی آلمان)           | ۱۵            |
| نیوزیلند (ریکوردد میوزیک ان‌زد)       | ۱۵            |
| سوئد (فهرست برترین‌های سوئد)          | ۹             |
| تک‌آهنگ‌های بریتانیا (اوسی‌سی)          | ۲۲            |
| بیلبورد هات ۱۰۰ ایالات متحده         | ۵             |
| ۱۰۰ تک‌آهنگ برتر کش باکس ایالات متحده | ۴             |

| جدول (۱۹۷۷)          | رتبه |
| -------------------- | ---- |
| استرالیا             | ۹۵   |
| کانادا               | ۵۸   |
| آلمان                | ۷۶   |
| کش باکس ایالات متحده | ۸۳   |

| منطقه                                                                      | گواهی  | واحد گواهی‌شده/فروش |
| -------------------------------------------------------------------------- | ------ | ------------------ |
| دانمارک (آی‌اف‌پی‌آی)                                                         | طلا    | ۴۵٬۰۰۰             |
| ایتالیا (اف‌آی‌ام‌آی)                                                         | پلاتین | ۵۰٬۰۰۰             |
| بریتانیا (بی‌پی‌آی)                                                          | پلاتین | ۶۰۰٬۰۰۰            |
| ایالات متحده (آرآی‌ای‌ای)                                                    | طلا    | ۵۰۰٬۰۰۰^           |
| * رقم فروش تنها بر پایهٔ گواهی‌ها. · رقم فروش+پخش جاری تنها بر پایهٔ گواهی‌ها. |        |                    |